# Marianne Steinbrecher
Marianne Steinbrecher (São Paulo, 23 de agosto de 1983)es una jugadora de voleibol brasileña,que jugó como atacante en el Osasco Voleibol Clube. 

## Trayectoria
Nacida en São Paulo,Steinbrecher, de ascendencia rusa y alemana,comenzó a jugar voleibol cuando tenía 14 años.Después de jugar para Rolândia/Faccar y Grêmio Londrinense,se profesionalizó jugando en Osasco. En el equipo de Osasco, ganó la Copa Salonpas en 2001, 2002 y 2005, el Campeonato Paulista en 2003, y la Superliga en 2003-04. En 2006 dejó el Osasco y se unió al club italiano Scavolini Pesaro. En 2008, regresó a Brasil para jugar con el São Caetano/Blausiegel en la Copa Brasil.Representó a su país natal en los Juegos Olímpicos de Verano de 2008 en Beijing, China, en los que su equipo ganó ayudó la medalla de oro. En 2010 firmó un contrato con el club brasileño Unilever Volley. Jugó con el Fenerbahçe en el Campeonato Mundial de Clubes FIVB 2012 celebrado en Doha, Qatar y su equipo ganó la medalla de bronce tras derrotar a las Lancheras de Cataño de Puerto Rico por 3-0.

## Selección nacional
Jugando para la selección nacional, ganó el Gran Premio Mundial FIVB en 2004, 2006, 2008 y 2009. En el Gran Premio Mundial FIVB de 2008, fue galardonada como la Jugadora Más Valiosa (MVP) de la competición. Steinbrecher participó en los Juegos Olímpicos de Verano de 2004, en los que su país terminó en el cuarto lugar, tras ser derrotado por Cuba en el partido por la medalla de bronce. En los Juegos Panamericanos de 2007, ganó la medalla de plata, después de que su país fuera derrotado por Cuba en la final. En 2008, en su cumpleaños, en Beijing, Steinbrecher ganó su primera medalla de oro en los Juegos Olímpicos, tras vencer al equipo de los EEUU por 3-1 en el partido por la medalla de oro.
Mari formó parte de la Selección Nacional que obtuvo la medalla de oro en los Juegos Panamericanos 2011 celebrados en Guadalajara, México.
Steinbrecher salió del armario cuando el periódico Extra informó sobre ella y su novia.

## Reconocimientos

### Individuales
- 2003-04 Superliga brasileña - "Mejor goleador"
- 2003-04 Superliga brasileña - "Mejor atacante"
- 2004-05 Superliga brasileña - "Mejor servidor"
- Copa Panamericana 2006 – "Jugador más valioso"
- Copa Panamericana 2006 - "Mejor atacante"
- Gran Premio Mundial 2008: "Jugador más valioso"
- Campeonato Sudamericano 2011 – "Mejor atacante"
- Campeonato Sudamericano de Clubes 2015 – "Mejor atacante contrario"

### Clubs
- 2001-02 Superliga brasileña - Subcampeón, con Vôlei Osasco
- 2002-03 Superliga brasileña - Campeón, con Vôlei Osasco
- 2003-04 Superliga brasileña - Campeón, con Vôlei Osasco
- 2004-05 Superliga brasileña - Campeón, con Vôlei Osasco
- 2007-08 Serie A1 italiana - Campeón, con Scavolini Pesaro
- 2010-11 Superliga brasileña - Campeón, con Unilever Vôlei
- 2011-12 Superliga brasileña - Segundo puesto, con Unilever Vôlei
- 2014-15 Superliga brasileña - Subcampeón, con Molico Osasco
- Campeonato Sudamericano de Clubes 2015 – Campeón, con Molico Osasco
- Copa CEV femenina 2012-13 - Subcampeón, con el Fenerbahçe
- Campeonato Mundial de Clubes FIVB 2012 - Medalla de bronce, con el Fenerbahçe